# Колобијано
Колобијано (итал. Collobiano) је насеље у Италији у округу Верчели, региону Пијемонт.
Према процени из 2011. у насељу је живело 96 становника. Насеље се налази на надморској висини од 144 м.

## Становништво
| 1936. | 1951. | 1961. | 1971. | 1981. | 1991. | 2001. | 2011. |
| ----- | ----- | ----- | ----- | ----- | ----- | ----- | ----- |
| 292   | 331   | 220   | 162   | 133   | 135   | 114   | 105   |